# Nomada nobilis
Nomada nobilis är en biart som beskrevs av Herrich-Schäffer 1839. Nomada nobilis ingår i släktet gökbin, och familjen långtungebin. Inga underarter finns listade i Catalogue of Life.